# Liên minh đấu tranh tích cực
Związek Walki Czynnej (viết tắt: ZWC; Union of Active Struggle; còn được dịch là Liên minh Đấu tranh Tích cực và Liên minh Kháng chiến Tích cực ) là một tổ chức quân sự bí mật của Ba Lan được thành lập vào tháng 6 năm 1908 tại Lwów bởi Józef Piłsudski, Marian Kukiel, Kazimierz Sosnkowski và Władysław Sikorski, tất cả các thành viên của Tổ chức chiến đấu thuộc phe Cách mạng của Đảng Xã hội Ba Lan.

## Lịch sử
Sau cuộc đột kích Bezdany cực kỳ thành công vào năm 1908, Piłsudski quyết định chuyển Tổ chức Chiến đấu thành một đội hình mới hơn, lớn hơn. Mục đích chính ZWC là để chuẩn bị sĩ quan cán bộ cho một quân đội Ba Lan trong tương lai cho sự thù địch có khả năng với Nga, một trong ba phân vùng Ba Lan, nhìn thấy phe Piłsudski như kẻ thù tồi tệ nhất của Ba Lan. Mục tiêu của Piłsudski và những người theo ông là độc lập và giải phóng các lãnh thổ Ba Lan, và vì lý do đó, ông trở thành đồng minh tạm thời của kẻ yếu nhất trong các cường quốc phân chia, Áo-Hungary. Piłsudski tin rằng các cường quốc Trung tâm trước tiên sẽ đánh bại Nga nhưng họ sẽ lần lượt bị đánh bại bởi Anh và Pháp. Dự đoán được ghi lại bằng tài liệu của ông, trong sự kiện này, đã được chứng minh là đúng.
ZWC được lãnh đạo bởi Piłsudski, và bên dưới ông là Hội đồng chính (Rada Główna) và Ban Hiệp hội (Wydział Związku) gồm bốn thành viên: Kazimierz Sosnkowski, Władysław Jaxa - Rożen, Stefan Dąbkowski và Zygmunt Bohuszewicz. Nhiều thành viên ZWC từng là sinh viên. ZWC có các thành viên ở cả ba phân vùng, cũng như ở một số trung tâm Polonia học thuật lớn hơn bên ngoài Ba Lan.
Ngay từ khi thành lập, ZWC đã nhận được sự hỗ trợ quan trọng trong giới cao nhất của Đế chế Áo, vốn đang chuẩn bị cho cuộc chiến với Đế quốc Nga. Khi Đại chiến (Thế chiến I) đang cận kề, các quan chức Áo ủng hộ các tổ chức Ba Lan ủng hộ "giải pháp Áo-Ba Lan" và phản đối Đảng Dân chủ Quốc gia và La Mã Dmowski), những người trước khi giành độc lập cho Ba Lan, đã muốn người Ba Lan và tất cả lãnh thổ của họ sẽ được đặt dưới một nhà nước duy nhất, mà vào thời điểm đó chỉ có thể đạt được bởi Đế quốc Nga. Người Áo cũng hy vọng rằng tổ chức này sẽ cho phép người Ba Lan hỗ trợ họ về mặt quân sự trong cuộc chiến của Áo với Nga.  Kế hoạch của Pilsudski trước tiên là sử dụng sự giúp đỡ của Áo để tạo ra lực lượng tinh nhuệ cho quân đội Ba Lan tương lai, lực lượng này sau này sẽ chống lại Nga nhưng không phải vì lợi ích của người Áo mà là cho nhà nước Ba Lan của họ.  Sự hợp tác giữa Áo - Hungary, các chế độ bảo thủ nhất ở châu Âu, được chứng minh là chế độ tự do nhất trong số các cường quốc được phân chia, và cung cấp rất nhiều quyền tự chủ và tự do tôn giáo cho người dân Ba Lan, và Pilsudski, một người Ba Lan Nhà cách mạng xã hội chủ nghĩa, người đã tham gia vào các vụ cướp ngân hàng và bưu điện trong quá khứ, phá hoại và phá hoại lật đổ như những phương tiện để đạt được các mục tiêu chính trị.
Vì chính phủ Áo - Hungary muốn có nhiều quyền kiểm soát hơn đối với các tổ chức bán quân sự bí mật, nên hai tổ chức hợp pháp trực thuộc ZWC đã được thành lập vào năm 1910 với sự chấp thuận của các quan chức ở Áo-Hungary, những người sẽ có thể giám sát các tổ chức hợp pháp đó rất nhiều mức độ lớn hơn thì ZWC bí mật. Hai tổ chức đó là Związek Strzelecki và Polskie Drużyny Strzeleckie, cả hai đều hoạt động để chuẩn bị cho người Ba Lan phục vụ trong quân đội. ZWC vẫn hoạt động cho đến năm 1914, khi Chiến tranh thế giới thứ nhất bắt đầu, nó không còn cần thiết nữa.
Năm 1912, Chiến tranh Balkan lần thứ nhất đã làm rung chuyển chính trường châu Âu và Piłsudski mong đợi rằng một cuộc chiến lớn hơn sắp tới đã cải tổ ZWC (cũng tại thời điểm đó, ông trở thành một trong những người sáng lập Ủy ban lâm thời các đảng độc lập liên hiệp (Komisja Tymczasowa Skonfederowanych Stronnictw Niepodległościowych). Sau đó, nó trở nên chuyên quyền hơn, với Piłsudski (Chỉ huy) và cấp phó của anh ta, Sosnkowski (Chỉ huy trưởng) đảm nhận hầu hết các trách nhiệm và quyền lực. Năm 1914, ZWC có 7239 thành viên, là cơ sở của Quân đoàn Ba Lan trong Thế chiến thứ nhất.